# Heinrich Pickel
Heinrich Alexius Pickel (* 21. März 1883 in Kottenheim; † 3. Juli 1964 ebenda) war ein deutscher Unternehmer und Politiker (Zentrum, später CDU).

## Leben und Beruf
Pickel wurde als Sohn eines Industriellen geboren. Nach dem Besuch des Bautechnikums in Bingen und der kaufmännischen Berufsschule in Köln übernahm er den elterlichen Betrieb in der Basalt- und Tuffsteinindustrie. Durch Zusammenschluss mehrerer Steinmetzbetriebe baute er den Betrieb 1922 zur bis heute existierenden Firma TUBAG (Tuff und Basalt AG) aus und übernahm den Posten des Vorstandsvorsitzenden. 1932 verlegte er den Sitz des Unternehmens nach Kruft. Daneben war er Vorsitzender des Arbeitgeberverbandes des Kreises Mayen, Vorsitzender des Deutschen Natursteinverbandes und Vorsitzender des Arbeitgeberverbandes Steine und Erden Koblenz-Neuwied. 1951 schied er als Vorstandsvorsitzender der Firma TUBAG aus, verblieb aber weiterhin im Aufsichtsrat.

## Partei
Pickel war während der Zeit der Weimarer Republik Mitglied der Zentrumspartei. Zum 1. August 1935 trat er der NSDAP bei (Mitgliedsnummer 3.701.928). Nach 1945 zählte er zu den Gründern der CDU in Kottenheim. Er wurde zum Vorsitzenden des CDU-Kreisverbandes Mayen gewählt und war seit 1951 Mitglied des Bezirksvorstandes sowie des Landesvorstandes der rheinland-pfälzischen Christdemokraten.

## Abgeordneter
Pickel wurde 1924 in den Rat der Gemeinde Kottenheim gewählt und war von 1928 bis 1933 Kreistagsmitglied des Kreises Mayen. Dem Rheinland-Pfälzischen Landtag gehörte er von 1951 bis 1963 an.

## Ehrungen
- Goldene Verdienstplakette der Stadt Mayen, 1953
- Großes Bundesverdienstkreuz, 1957
- Ehrenbürgerschaft der Gemeinde Kottenheim, 1958
- Freiherr-vom-Stein-Plakette, 1959[3]